# سلمان عواد
سلمان عواد، لاعب كرة قدم كويتي سابق. لعب مع نادي الجهراء، وكان هداف كأس الأمير 1994/1995 برصيد 3 أهداف.